# 하인리히 마이어

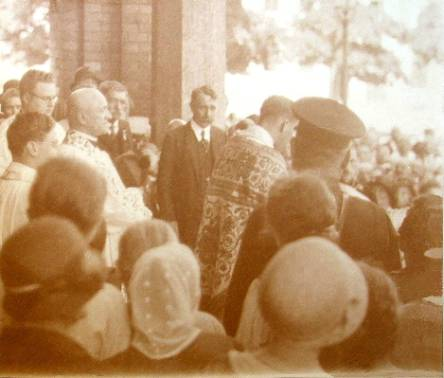

하인리히 마이어 (독일어: [ˈhaɪnʁɪç ˈmaɪɐ], 1908년 2월 16일 – 1945년 3월 22일)는 오스트리아의 로마 카톨릭 사제, 교육자, 철학자, 오스트리아 레지스탕스의 일원으로 비엔나에서 히틀러 정권의 마지막 희생자로 처형당했다.
그가 주도한 레지스탕스 그룹은 제2차 세계 대전 동안 연합군에게 가장 중요한 그룹 중 하나로 간주된다.

## 생애
하인리히 마이어는 1908년 2월 16일 그로스바이커스도르프(Großweikersdorf)에서 태어났다. 하인리히 마이어라고도 불리는 그의 아버지는 제국 왕립 오스트리아 국영 철도(Imperial Royal Austrian State Railways)의 관리였다. 그의 어머니 카타리나 마이어(Katharina Maier)는 지우그노(Giugno)에서 태어났다. 그의 여동생은 1910년 그뮌트 근처에서 태어났다. 그의 여동생은 모라비아에서 할머니와 이모에게 교육을 받았다. 그는 친척 가브리엘 마이어(Gabriele Maier)로부터 강력한 재정적 지원을 받았다.
초기 교육은 볼크스슐레(Volksschule)에서 이루어졌다. 그런 다음 그는 1918년에서 1923년 사이에 상트 푈텐에 있는 김나지움으로 보내졌다. 마이어는 1923년부터 1926년까지 레오벤에 있는 김나지움으로갔다. 그는 비엔나 대학교(1926-1928)에서 신학 학위를 받았다. 독일 헝가리 대학(Collegium Germanicum et Hungaricum, 1928–1930)과 비엔나 대학교에서 학업을 했다.